# テ・マツア・ナヘレ

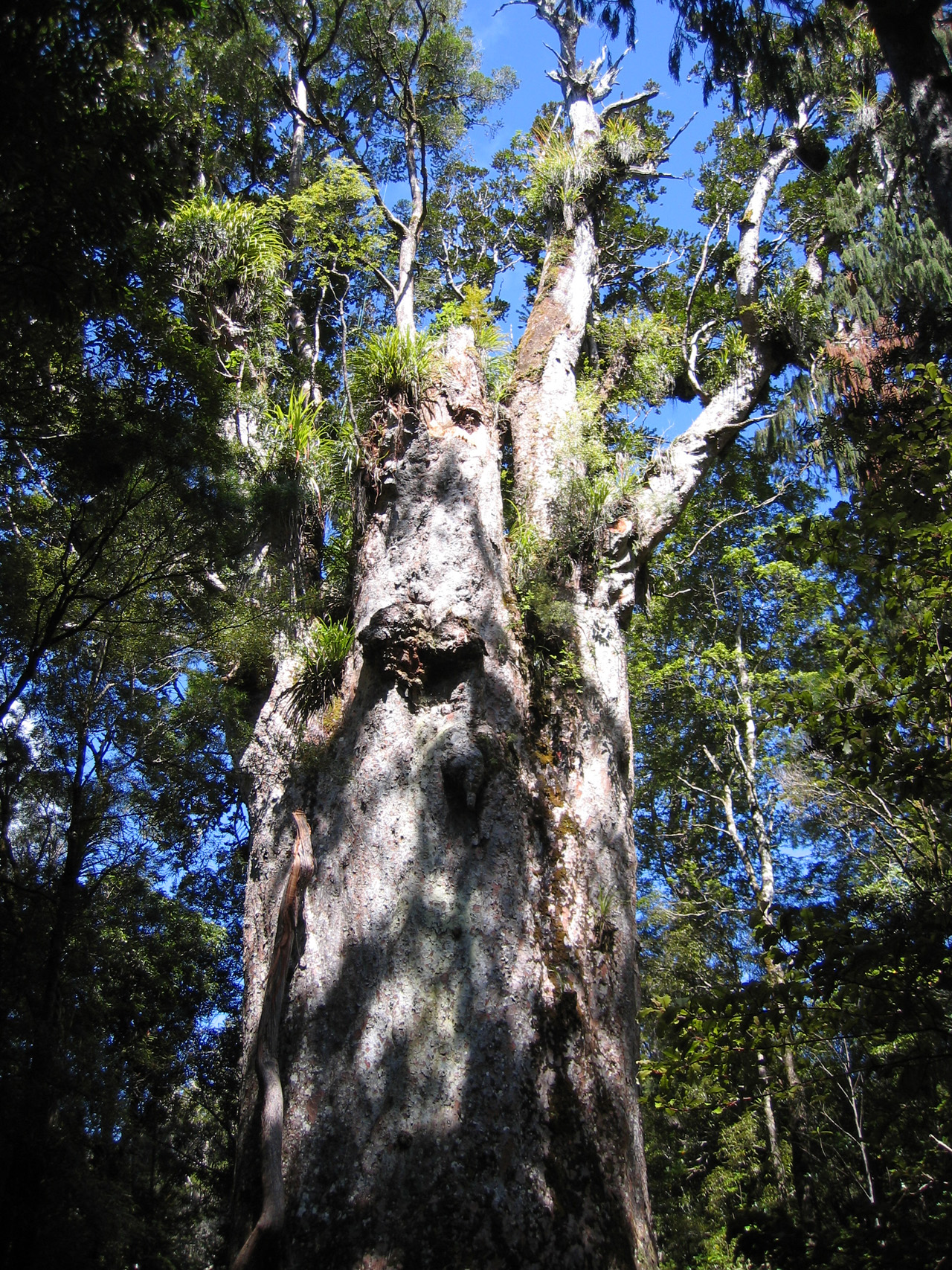
テ・マツア・ナヘレ

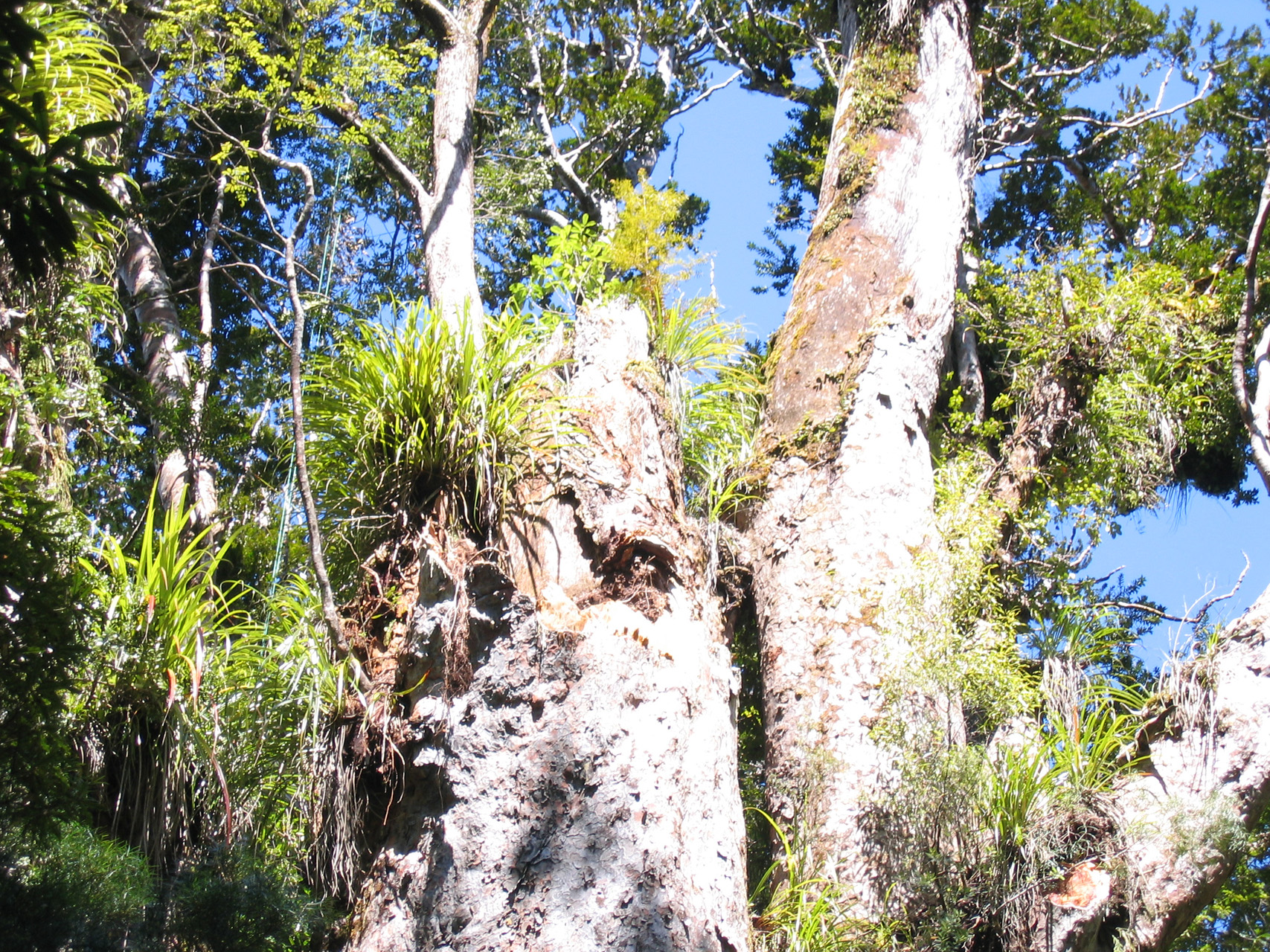
テ・マツア・ナヘレ の分枝部。タネ・マフタと同様、様々な植物が繁茂する。

テ・マツア・ナヘレ (Te Matua Ngahere) はニュージーランド北島のワイポウア森林保護区 にあるカウリAgathis australis の巨木である。
「テ・マツア・ナヘレ」はマオリ語で「森の父」を意味する。体積と樹高は近くに立つタネ・マフタに及ばないが、幹周りはこれを凌ぐ16mの太さがある。これはおそらく南半球で最も太い樹木であろうと言われている。樹齢は定かではないが、2000年近いと推測されている。タネ・マフタと同様、この樹はかつてオークランド半島に広がっていた亜熱帯雨林の木々の残りである。テ・マツア・ナヘレ詳細なサイズは以下の通り。
| 幹周り   | 16.41 m  |
| 幹の高さ | 10.21 m  |
| 樹高     | 29.9 m   |
| 体積     | 208.1 m3 |

この頑健なるフロラの象徴は、2007年7月に北島を襲った強烈な冬の嵐によって、大枝の1つが折れるという深刻な損傷を受けた。このダメージにより、樹の寿命は300年ほど縮まってしまっただろうと言われている。